# Димитри Митропулос
Димитри Митропулос (грч. Δημήτρης Μητρόπουλος; Атина, 1. март 1896 — Милано, 2. новембар 1960) је био грчки пијаниста и композитор који је највећи део своје каријере провео у САД.

## Детињство и младост
Митропулос је рођен у Атини, музику је студирао у Берлину. Од 1921. године до 1925. године помагао је Ериху Клеиберу у Берлинској државној опери. Године 1930. извео је концерт у Берлинсој Филхармонији је први његов концерт модерне музике.

## Каријера у САД
Митропулос је дебитовао у Америци 1936. године. Од 1937. године до 1949. године, је радио у Минеаполиском симфонијском оркестру, а после тога одлази у Њујоршки филхармонијски оркестар.

## Смрт
Умро је у Милану у Италији са 64 године.